# Itang (woreda)
Cet article concerne le district. Pour la ville, voir Itang.
Itang (souvent orthographié « Etang ») est un woreda spécial de la région Gambela, en Éthiopie. Il porte le nom de son chef-lieu, la ville d'Itang. C"est un camp de réfugiés sud-soudanais. Il a 35 686 habitants en 2007.

## Situation
Situé au nord de la région Gambela, le woreda spécial Itang est limitrophe du Soudan du Sud et de la région Oromia.
Dans la région Gambela, il est entouré par Gambela Zuria à l'est, Abobo au sud et Lare à l'ouest.
Le Baro le traverse d'est en ouest et arrose son chef-lieu, Itang, tandis que la rivière Alwero définit une partie de sa limite sud[à vérifier].
Le parc national de Gambela s'étend dans le sud du woreda spécial jusqu'au Baro.

## Histoire
Au XXe siècle, le woreda Itang fait partie de l'awraja Gambela dans la province d'Illubabor puis de l'ancienne « zone 1 » de la région  Gambela.
Il acquiert le statut de woreda spécial en 2003 à l'occasion d'une réorganisation de la région Gambela, réorganisation probablement motivée par la présences de groupes ethniques locaux.

## Démographie
Au recensement 2007, le woreda spécial Itang compte 35 686 habitants et 17 % de sa population est urbaine, la population urbaine se compose des 5 958 habitants du chef-lieu.
Toujours en 2007, le nuer est la langue maternelle pour 69 % des habitants du woreda spécial, l'anuak pour 26 %, l'opo pour près de 3 % et l'amharique pour 1 %.
La majorité (82 %) des habitants sont protestants, 7,5 % sont de religions traditionnelles africaines, 6 % sont orthodoxes et 3 % sont catholiques.
Avec une superficie de 2 188 km2[réf. souhaitée], la densité de population du woreda est d'environ 16 personnes par km2.
En 2022, la population du woreda spécial est estimée, par projection des taux de 2007, à 40 738 personnes.

## Personnalités liées au camp de réfugiés sud-soudanais d'Itang
- Aheu Deng, mannequin sud-soudanaise et éthiopienne, lauréate de concours de beauté.